# Mâtnicu Mare
Mâtnicu Mare – wieś w Rumunii, w okręgu Caraș-Severin, w gminie Constantin Daicoviciu. W 2011 roku liczyła 390 mieszkańców. 